# الملعب البلدي بالشابة
الملعب البلدي بالشابة هو ملعب كرة قدم في مدينة الشابة ، ولاية المهدية في الجمهورية التونسية ويتسع ل 3,000 متفرج . يلعب فيه فريق الهلال الرياضي الشابي.